# Тишина Ердедска
Тишина Ердедска је насељено место у општини Мартинска Вес, у сисачкој горњој Посавини, Хрватска, до нове територијалне организације у саставу бивше велике општине Сисак.

## Становништво
На попису становништва 2011. године, Тишина Ердедска је имала 305 становника.

## Попис1991.
На попису становништва 1991. године, насељено место Тишина Ердедска је имало 388 становника, следећег националног састава:
| Попис 1991.‍ | Попис 1991.‍ | Попис 1991.‍ | Попис 1991.‍ | Попис 1991.‍ |
| ----------- | ----------- | ----------- | ----------- | ----------- |
|             |             |             |             |             |
| Хрвати      | Хрвати      |             | 379         | 97,68%      |
| Срби        | Срби        |             | 4           | 1,03%       |
| Мађари      | Мађари      |             | 1           | 0,25%       |
| непознато   | непознато   |             | 4           | 1,03%       |
| укупно: 388 |             |             |             |             |